# Jean-Joseph-Guillaume Barrau
Jean-Joseph-Guillaume Barrau, francoski general, * 20. februar 1882, † 28. julij 1970.